# جان كارلوس بينيا
جون كارلوس بينياJean Carlos Peña  هو لاعب كاراتيه فينيزويلي وقد حاز على الميدالية الفضية في بطولة العالم للكراتيه 1998 ب ريو دي جانيرو ب البرازيل.